# مانويلا كانزيرز
مانويلا كانزيرز هي مُدرسة إكوادورية، ولدت في 27 أغسطس 1769 في كيتو في الإكوادور، وتوفي بنفس المكان في 1814.